# Litteraturåret 2008

## Priser och utmärkelser
- Nobelpriset – Jean-Marie Gustave Le Clézio, Frankrike[1]
- Augustpriset
  - Skönlitterär bok: Per Olov Enquist för Ett annat liv (Norstedts)
  - Fackbok: Paul Duncan och Bengt Wanselius för Regi Bergman (Max Ström)
  - Barn- och ungdomsbok: Jakob Wegelius för Legenden om Sally Jones (Bonnier Carlsen Bokförlag)
- ABF:s litteratur- & konststipendium – Peter Birro
- Aftonbladets litteraturpris – Johan Jönson
- Aniarapriset – Anne-Marie Berglund
- Aspenströmpriset – Bo Strömstedt
- Astrid Lindgren-priset – Pija Lindenbaum
- Axel Hirschs pris – Jörn Donner och Håkan Lindgren
- Bellmanpriset – Arne Johnsson
- BMF-plaketten – Johan Theorin för Nattfåk
- BMF-Barnboksplaketten – Jan Lööf för Matildas katter
- Bookerpriset – Aravind Adiga för The White Tiger (Den vita tigern)
- Borås Tidnings debutantpris – Viktor Johansson för Kapslar
- Cervantespriset – Juan Marsé
- Dan Andersson-priset – Sofia Karlsson
- De Nios Stora Pris – Birgitta Lillpers
- De Nios lyrikpris – Marie Lundquist och Eva Runefelt
- De Nios Vinterpris – Kristoffer Leandoer, Cilla Naumann, Bengt Pohjanen och Carina Rydberg
- Disapriset – Lasse Berg
- Doblougska priset – Johan Cullberg och Niklas Rådström, Sverige samt Merethe Lindstrøm och Ragnar Hovland, Norge
- Elsa Thulins översättarpris – Hans-Jacob Nilsson
- Emilpriset – Eva Eriksson
- Eyvind Johnsonpriset – Bengt Ohlsson
- Franz Kafka-priset – Arnošt Lustig
- Gerard Bonniers pris – Olle Granath
- Gerard Bonniers essäpris – Kerstin Ekman
- Gerard Bonniers lyrikpris – Eva Ribich för Ljuset kommer in underifrån
- Gleerups skönlitterära pris – Jens Liljestrand
- Gleerups facklitterära pris – Sören Sommelius
- Gun och Olof Engqvists stipendium – Carl Otto Werkelid
- Gustaf Frödings stipendium – Sara Stridsberg
- Gustaf Fröding-sällskapets lyrikpris – Jesper Svenbro
- Göteborgs-Postens litteraturpris – John Ajvide Lindqvist
- Harry Martinson-priset – Jan Eliasson
- Hedenvind-plaketten – Nicke Sjödin
- Ivar Lo-priset – Göran Greider
- John Landquists pris – Lars Gustafsson och Gunnar D. Hansson
- Kallebergerstipendiet – Leif Holmstrand
- Karin Boyes litterära pris – Sture Linnér
- Karl Vennbergs pris – Steve Sem-Sandberg
- Katapultpriset – Sofia Rapp Johansson för Silverfisken
- Kellgrenpriset – Ingvar Björkeson
- Kulla-Gulla-priset – Anita Eklund Lykull
- Kungliga priset – Ragnar Thoursie
- Landsbygdens författarstipendium – Ann-Helén Laestadius
- Lars Ahlin-stipendiet – Birgitta Lillpers
- Letterstedtska priset för översättningar – Göran Malmqvist för översättningen av Cao Naiqians När mörkret faller trängtar mitt hjärta till dig
- Litteraturpriset till Astrid Lindgrens minne – Sonya Hartnett, Australien
- Lotten von Kræmers pris – Carl-Göran Ekerwald och Gunnar Fredriksson
- Mare Kandre-priset – Ida Börjel
- Maria Gripe-priset – Jakob Wegelius
- Moa-priset – Gunilla Nyroos
- Mårbackapriset – Jan Eliasson
- Neustadtpriset – Patricia Grace, Nya Zeeland
- Nordiska rådets litteraturpris – Naja Marie Aidt för Bavian
- Samfundet De Nios Särskilda pris – Christer Eriksson, Stig Larsson och Ingmar Lemhagen
- Schullströmska priset för barn- och ungdomslitteratur – Sven Nordqvist
- Schückska priset – Ingeborg Nordin Hennel
- Signe Ekblad-Eldhs pris – Theodor Kallifatides
- Siripriset – Ulf Danielsson för Den bästa av världar
- Stiftelsen Natur & Kulturs översättarpris – Jean-Baptiste Brunet-Jailly och Peter Landelius
- Stiftelsen Selma Lagerlöfs litteraturpris – John Ajvide Lindqvist
- Stig Dagermanpriset – Jean-Marie Gustave Le Clézio
- Stig Sjödinpriset – Ove Allansson
- Stina Aronsons pris – Peter Kihlgård
- Svenska Akademiens nordiska pris – Sven-Eric Liedman, Sverige
- Svenska Akademiens tolkningspris – Sarah Death
- Svenska Akademiens översättarpris – Inge Knutsson
- Svenska Dagbladets litteraturpris – Li Li för Ursprunget
- Sveriges Radios romanpris – Björn Runeborg för Dag
- Sveriges Radios novellpris – Jonas Hassen Khemiri för novellen Oändrat oändlig
- Sveriges Radios lyrikpris – Helena Eriksson
- Tegnérpriset – Björn Larsson
- Tidningen Vi:s litteraturpris – Jens Liljestrand
- Tollanderska priset – Klaus Törnudd
- Tranströmerpriset – Robert Bly (USA)
- Tucholskypriset – Lydia Cacho, Mexiko
- Wahlström & Widstrands litteraturpris – Malte Persson
- Övralidspriset – Anders Cullhed

## Nya böcker

### A – G
- Bert badbojen av Anders Jacobsson och Sören Olsson[2]
- Det gula rummets små terapistycken av Helene Rådberg
- Elva av Arne Dahl
- En dramatikers dagbok av Lars Norén[3]
- En dråbe i havet av Kirsten Hammann
- Fearless Fourteen av Janet Evanovich
- Fru Sorgedahls vackra vita armar av Lars Gustafsson
- Förtrollerskan från Florens av Salman Rushdie
- Gabriela Stjärna och fienden av Anna Charlotta Gunnarson

### H – N
- Hungerns visa av J.M.G. Le Clézio
- Hungerspelen av Suzanne Collins
- Islekar av Liselott Willén
- Klockmalmens hemlighet av Peter Kihlgård
- Ljus från ingenstans av Lars Andersson
- Mörkrets alla färger - All the Colours of Darkness av Peter Robinson
- Nattvandraren av Björn Hellberg
- Någon sorts extas av Johan Kinde

### O – U
- Pippi hittar en spunk (postumt) av Astrid Lindgren[4]
- Plum Lucky av Janet Evanovich
- Räkna med Pino av Eva Pils, Agneta Norelid och Kenneth Anderson
- Samtal. Nunnornas liv; De gifta kvinnornas liv; Skökornas liv av Pietro Aretino
- Seiobo där nere (Seiobo járt odalent) av László Krasznahorkai
- Sista boken från Finistère av Bodil Malmsten
- Stridens skönhet och sorg av Peter Englund
- Sunes tusen tjusarknep av Anders Jacobsson och Sören Olsson[5]
- The Shadow Isle av Katharine Kerr
- Tal och regn av Katarina Frostenson

### V – Ö
- Venus anadyomene av Emil Kléen
- Året av Terje Hellesø

## Avlidna
- 4 januari – Stig 'Slas' Claesson, 79, svensk författare.
- 6 januari – Anders Paulrud, 56, svensk författare och journalist.
- 17 januari – Edward D. Hoch, 77, amerikansk deckarförfattare.
- 18 januari – Kerstin Johansson i Backe, 88, svensk barnboksförfattare.
- 28 januari – Marie Takvam, 81, norsk författare och skådespelare.
- 8 februari – Phyllis Whitney, 104, amerikansk deckarförfattare.
- 8 februari – Eva Dahlbeck, 87, svensk skådespelare och författare.
- 8 februari – Alvar Ellegård, 88, svensk språkforskare och författare.
- 18 februari – Alain Robbe-Grillet, 85, fransk författare och filmskapare.
- 27 februari – William F. Buckley, Jr., 82, amerikansk debattör, författare och kolumnist, grundare av National Review.
- 29 februari – Hans Johansson, 58, svensk teolog, predikant och författare.[6]
- 19 mars – Arthur C. Clarke, 90, brittisk-lankesisk författare.[7]
- 17 april – Aimé Césaire, 94, martiniquisk författare, poet och politiker.
- 26 april – Eva Hjelm, 94, svensk författare.
- 18 maj – Einar von Bredow, 76, svensk journalist och författare.
- 24 maj – Jens Rosing, 82, grönländsk författare och bildkonstnär.
- 5 juni – Eugenio Montejo, 69, venezuelansk författare.
- 10 juni – Tjingiz Ajtmatov, 79, kirgizisk författare och nobelpriskandidat.
- 27 juni – Lenka Reinerová, 92, tyskspråkig tjeckisk författare.
- 29 juni – William Buchan, 92, brittisk deckarförfattare.
- 1 juli – Robert Harling, 98, brittisk typograf och deckarförfattare.
- 4 juli – Janwillem van de Wetering, 77, nederländsk deckarförfattare.
- 16 juli – Rut Berggren, 90, svensk författare.
- 31 juli – Inga-Britt Wik, 77, finlandssvensk författare.
- 3 augusti – Aleksandr Solzjenitsyn, 89, rysk författare, nobelpristagare 1970.
- 12 september – David Foster Wallace, 46, amerikansk författare.
- 22 september – Olov Svedelid, 76, svensk författare.
- 24 september – Bengt Anderberg, 88, svensk författare och översättare.
- 6 oktober – Paavo Haavikko, 77, finländsk författare.
- 14 oktober – Barbro Sedwall, 90, svensk tecknare och författare.
- 18 oktober – Tormod Haugen, 63, norsk författare.
- 20 oktober – Bobi Sourander, 79, finlandssvensk journalist och deckarförfattare.
- 26 oktober – Tony Hillerman, 83, amerikansk deckarförfattare.
- 27 oktober – Ezekiel Mphahlele, 88, sydafrikansk författare.
- 4 november – Michael Crichton, 66, amerikansk thriller- och science fiction-författare.
- 12 november – Lasse Sandberg, 84, svensk illustratör och författare.
- 15 november – Ivan Southall, 87, australisk barnboksförfattare.
- 30 november – Béatrix Beck, 94, belgisk-fransk författare.
- 4 december – Forrest J. Ackerman, 92, amerikansk författare och världsberömt science fiction-fan.
- 8 december – Hillary Waugh, 88, amerikansk deckarförfattare.
- 15 december – Anne-Cath. Vestly, 88, norsk barnboksförfattare.
- 24 december – Harold Pinter, 78, brittisk författare, nobelpristagare 2005.
- 31 december – Donald E. Westlake, 75, amerikansk författare.[8]

### Fotnoter
1. ↑  ”Nobelpriset i litteratur”. https://www.nobelprize.org/prizes/lists/all-nobel-prizes-in-literature/. Läst 20 mars 2011.
2. ↑  Bokia
3. ↑  Gradvall, Nordström, Nordström, Rabe, Jan, Björn, Ulf, Anina. Tusen svenska klassiker. Norstedts Förlagsgrup. Läst 12
4. ↑  ”Astrid Lindgren”. http://www.astridlindgren.se/verken/bocker/bilderbocker. Läst 21 mars 2011.
5. ↑  Boktips Arkiverad 28 juni 2012 hämtat från the Wayback Machine.
6. ↑  Teolog Hans Johansson avliden, Ulf Lind, Helsingborgs Dagblad på Internet, publicerad 4 mars 2008. Läst 15 mars 2008.
7. ↑  Arthur C. Clarke avliden Arkiverad 10 augusti 2011 hämtat från the Wayback Machine., Dagens Nyheter på Internet, publicerad 19 mars 2008. Läst 4 maj 2008.
8. ↑  NYTimes.com 1 januari 2009